# Шаюе
Шаюе́ (фр. Chailloué) — муніципалітет у Франції, у регіоні Нормандія, департамент Орн. Населення — 893 особи (01.01.2021).
Муніципалітет розташований на відстані близько 160 км на захід від Парижа, 75 км на південний схід від Кана, 26 км на північ від Алансона.

## Історія
До 2015 року муніципалітет перебував у складі регіону Нижня Нормандія. Від 1 січня 2016 року належить до нового об'єднаного регіону Нормандія.
1 січня 2016 року до Шаюе приєднали колишні муніципалітети Мармує і Невіль-пре-Се.

## Демографія
Динаміка населення (INSEE ):
Розподіл населення за віком та статтю (2006):
| Стать | Всього | До 15 років | 15-24 | 25-44 | 45-64 | 65-85 | Понад 85 |
| --- | ------ | ----------- | ----- | ----- | ----- | ----- | -------- |
| Чоловіки | 256    | 64          | 24    | 64    | 68    | 36    | 0        |
| Жінки | 284    | 64          | 32    | 68    | 80    | 40    | 0        |
| \| Статево-вікова піраміда \| Статево-вікова піраміда \| Статево-вікова піраміда \| \| ----------------------- \| ----------------------- \| ----------------------- \| \| Чоловіки \| Вік \| Жінки \| \| 0 \| 85 + \| 0 \| \| 0 \| 80-84 \| 0 \| \| 12 \| 75-79 \| 12 \| \| 0 \| 70-74 \| 24 \| \| 24 \| 65-69 \| 4 \| \| 16 \| 60-64 \| 16 \| \| 24 \| 55-59 \| 8 \| \| 12 \| 50-54 \| 28 \| \| 16 \| 45-49 \| 28 \| \| 20 \| 40-44 \| 16 \| \| 20 \| 35-39 \| 12 \| \| 16 \| 30-34 \| 20 \| \| 8 \| 25-29 \| 20 \| \| 12 \| 20-24 \| 8 \| \| 12 \| 15-20 \| 24 \| \| 24 \| 10-14 \| 32 \| \| 16 \| 5-9 \| 16 \| \| 24 \| 0-4 \| 16 \| |        |             |       |       |       |       |          |
| Статево-вікова піраміда |        |             |       |       |       |       |          |
| Чоловіки | Вік    | Жінки       |       |       |       |       |          |
| 0 | 85 +   | 0           |       |       |       |       |          |
| 0 | 80-84  | 0           |       |       |       |       |          |
| 12 | 75-79  | 12          |       |       |       |       |          |
| 0 | 70-74  | 24          |       |       |       |       |          |
| 24 | 65-69  | 4           |       |       |       |       |          |
| 16 | 60-64  | 16          |       |       |       |       |          |
| 24 | 55-59  | 8           |       |       |       |       |          |
| 12 | 50-54  | 28          |       |       |       |       |          |
| 16 | 45-49  | 28          |       |       |       |       |          |
| 20 | 40-44  | 16          |       |       |       |       |          |
| 20 | 35-39  | 12          |       |       |       |       |          |
| 16 | 30-34  | 20          |       |       |       |       |          |
| 8 | 25-29  | 20          |       |       |       |       |          |
| 12 | 20-24  | 8           |       |       |       |       |          |
| 12 | 15-20  | 24          |       |       |       |       |          |
| 24 | 10-14  | 32          |       |       |       |       |          |
| 16 | 5-9    | 16          |       |       |       |       |          |
| 24 | 0-4    | 16          |       |       |       |       |          |

## Економіка
2010 року серед 347 осіб працездатного віку (15—64 років) 266 були активними, 81 — неактивною (показник активності 76,7%, у 1999 році було 68,4%). З 266 активних мешканців працювали 252 особи (136 чоловіків та 116 жінок), безробітними було 14 (7 чоловіків та 7 жінок). Серед 81 неактивної 22 особи були учнями чи студентами, 38 — пенсіонерами, 21 була неактивною з інших причин.

У 2010 році в муніципалітеті числилось 226 оподаткованих домогосподарств, у яких проживали 582,0 особи, медіана доходів виносила 17 152 євро на одного особоспоживача